# Stegastes insularis
Stegastes insularis är en fiskart som beskrevs av Allen och Emery, 1985. Stegastes insularis ingår i släktet Stegastes och familjen Pomacentridae. Inga underarter finns listade i Catalogue of Life.